# ハイランドスプリング
ハイランドスプリング(Highland spring)は、スコットランドのボトルウォーターのサプライヤである。パース・アンド・キンロスのブラックフォードにある工場でスティルウォーターも炭酸水も作られている。この地域は南ハイランド地方に位置する。ハイランドスプリングは2008年にイギリスの炭酸水市場で最も多くの売上げを上げ、スティルウォーター市場でも1位の地位を確固たるものにした。
会社は、業績の向上及びM&Aにより売り上げを伸ばした。2001年に同じブラックフォードにあるGleneagles Spring Water Company、2009年にバリンダロッホのSpeyside Glenlivet Water Company、2010年にグラスゴーのCampsie Springを買収した。
Joe Beeston (1947-2008)は、1992年から死去までCEOを務めた。現在は、アラブ首長国連邦の富豪であるMahdi Al Tajirが会社を所有している。